# カルロ・ファリーナ
カルロ・ファリーナ（Carlo Farina, 1600年頃 - 1639年7月）は、イタリア出身の作曲家、ヴァイオリニスト。
マントヴァ出身。ゴンザーガ家の宮廷楽団のヴィオラ奏者だった父から音楽の手ほどきを受けた後、サラモーネ・ロッシに教えを受けた。1626年から1629年までドレスデンの宮廷でコンサートマスターを務め、ハインリヒ・シュッツとともに働いた。1629年から1631年までボンの宮廷で働いたのち、イタリアに戻ってパルマ、それからルッカで活動した。1635年からマッサ、1636年からダンツィヒ（現在のグダニスク）で活動した。1638年からウィーンに滞在したが、ペストにかかり死去した。
ヴァイオリンの名手で、テクニックの拡大に多大な貢献をした。例えば『常軌を逸したカプリッチョ』（1627年）では、犬が吠えたり、猫が喧嘩している様子をヴァイオリンで表現している。またダブルストップ奏法の発明者だといわれている。